# Jacob Marsham
Pour les articles homonymes, voir Marsham.
Jacob Marsham, né le 28 février 1759 à Rochester et mort le 28 janvier 1840 à Maidstone, est un clerc anglais, chanoine de Windsor de 1805 à 1840. 

## Biographie
Jacob Marsham est né le 28 février 1759. Il est le fils de Robert Marsham, 2e baron Romney. Il fait ses études au Collège d'Eton, entre à Christ Church (Oxford) en 1777, puis au King's College (Cambridge), en 1783, où il obtient une maîtrise en 1783 et un doctorat en théologie en 1797.
Marsham est prébendier de Bath et Wells en 1789, et prébendier de Rochester de 1797 à 1840. Il est installé comme recteur de l'église St Michael and All Angels, à Wilmington, dans le Kent, en 1800. 
En 1805, il est nommé chanoine de la douzième stalle de la chapelle Saint-Georges du château de Windsor, à la place d'Edward Legge qui a été nommé doyen. 

### Vie privée
Il épouse en 1784 Amelia Frances Bullock.